# Mady Ariès
Mady Ariès née le 23 juin 1926 à Paris et morte le 26 juin 2023 dans la même ville, est une historienne de l'art et conservateur de musée française, spécialiste de la faïence.

## Biographie
Entrée en 1963 au musée de l'Île-de-France, elle devient rapidement l'adjointe de Georges Poisson. Elle est conservateur, puis conservateur en chef du Musée de l'Île-de-France et du château de Sceaux.
Propriétaire de la commanderie de Neuilly-sous-Clermont avec son mari Jean Ariès depuis 1961, elle réalisa avec son mari les jardins de la Commanderie, dit Jardins des Ariès,, à partir de 1980.
Elle remarque le tableau Jacob bénissant ses enfants, par Charles Nicolas Lafond, en 1982, dont elle signale le mauvais état.

## Publications
- « Au service de l'Épopée: des assiettes pour l'empereur », 1995.
- « Creil: faïence fine et porcelaine, 1797-1895 », 1994.
- « L'église Saint-Jean-Baptiste de Sceaux », 1993 (avec Paul Hartmann).
- « La faïence fine, des origines à nos jours », 1993.
- « Hauts-de-Seine », éditions Bonneton, 1990.
- « Au temps de la Révolution, 1789-1794 : bourgs et villages des Hauts-de-Seine », éditions du Griot, 1989.
- « Sceaux-Bourg La Reine: 150 ans de céramique des collections privées aux collections publique », 1986 (avec Christian Gautier).
- « Catalogue raisonné des collections: Musée de l'Ile de France », 1985 (avec Georges Poisson et Françoise Flot).
- « Une Girafe pour le roi », 1984.
- « Donation Millet et faïences fines du musée », 1979.
- « Voltaire: voyageur de l'Europe », 1978.
- « Donation André Dunoyer de Segonzac (1965) », 1977 (avec Georges Poisson).
- « La manufacture de Creil, 1797-1895 », éditions Guénégaud, 1974.
- « Cent ans de Faïence creilloise », 1972.